# Mouvement révolutionnaire national pour le développement
Revolutionära nationella rörelsen för utveckling (franska: Mouvement révolutionnaire national pour le développement). Mellan 1991 och 1994 kallat Nationella republikanska rörelsen för demokrati och utveckling (franska: Mouvement républicain national pour la démocratie et le développement), var ett politiskt parti i Rwanda mellan 1975 och 1994 och det styrande partiet tillika enda lagliga partiet i landet under samma period. Partiet utgjorde Juvénal Habyarimanas politiska maktbas under större delen av dennes tid vid makten och dominerades av hutuer. 
Efter president Habyarimanas död den 6 april 1994 tog en falang av hutuextremister kontroll över partiet och spelade tillsammans med partiet le Coalition pour la Défense de la République (CDR) en betydande roll i genomförandet av folkmordet i Rwanda under vilket uppemot 800 000 människor mördades, främst tutsier. Partiet förbjöds efter att den tutsidominerade rebellgruppen RPF tagit kontroll över Rwanda under sommaren 1994.